# Deutsche Vermögensberatung
Deutsche Vermögensberatung (DVAG), tradotta in italiano "Società tedesca di consulenze patrimoniali", è una società con sede a Francoforte sul Meno, in Germania. DVAG opera in Germania, Austria e Svizzera. Fondata nel 1975 da Reinfried Pohl, la società è gestita da Deutsche Vermögensberatung Holding ed è considerata uno dei maggiori distributori di assicurazioni in Germania.
Con oltre 5.000 dipartimenti e filiali, Deutsche Vermögensberatung segue attualmente circa 8 milioni di clienti. Nell’esercizio 2023 la società ha realizzato ricavi pari a 2,30 miliardi di euro e utili pari a 271,9 milioni di euro. Il volume totale di contratti mediati (portafoglio complessivo) è stato di 251,7 miliardi di euro.

## Storia
Nel 1975, Reinfried Pohl iniziò a sviluppare l'azienda sotto il nome di "Kompass Gesellschaft für Vermögensanlagen GmbH". Pohl aveva lavorato per Investors Services Overseas (IOS) dal 1967 al 1969, ed era stato impiegato presso Bonnfinanz dal 1970 al 1974. Il 1º luglio 1975 avviò l’attività con circa 35 dei suoi ex colleghi di Bonnfinanz. Negli anni ’50 dello scorso secolo Pohl aveva sviluppato il sistema "Allfinanz-Konzept" su cui fonda DVAG.
"Allgemeine Vermögensberatung AG" (AVAG) è stata fondata nel 1976. Nel 1983, AVAG è stata ribattezzata "Deutsche Vermögensberatung AG". I figli di Reinfried Pohl Andreas e Reinfried Junior sono entrati nel consiglio di amministrazione della società nel 1984. Nel 1993 è stata fondata una controllata austriaca con il nome "Deutsche Vermögensberatung Bank Aktiengesellschaft". Nel 2001 è iniziata una collaborazione con Deutsche Bank.
Nel 2003, la società è stata ristrutturata per costituire la "Deutsche Vermögensberatung Holding" con sede a Marburgo. La società è entrata nel mercato svizzero nel 2004 con "SVAG Schweizer Vermögensberatung". Nel 2007, DVAG è diventata distributrice esclusiva per AachenMünchener Versicherungen e da allora gestisce questo segmento in veste di sussidiaria indipendente denominata "Allfinanz Deutsche Vermögensberatung". Quello stesso anno, FVD è stata integrata nell'organizzazione. Nel 2008, DVAG ha rilevato la distribuzione di Deutsche Bausparkasse Badenia e nel 2018 è diventata distributore esclusivo Generali( EVG).

## Partner commerciali
Principale partner commerciale in Germania è il gruppo Generali Deutschland cui appartengono società quali Badenia Bausparkasse e Advocard Rechtsschutzversicherung (compagnia assicurativa per la tutela legale). Esistono inoltre diverse collaborazioni, come ad es. con BKK Linde health insurance.
Nell’ambito della partnership con il gruppo Deutsche Bank, DVAG distribuisce dal 2001 prodotti bancari Deutsche Bank (DB) e fondi di investimento della controllata DB DWS. Altri partner sono Commerzbank, HypoVereinsbank, Santander Bank, Allianz Global Investors, e Geiger Edelmetalle AG.
La Deutsche Verrechnungsstelle (DV), anch'essa con sede a Francoforte sul Meno, è specializzata nella gestione della fatturazione per il commercio e il settore delle PMI. Offre prodotti e servizi per garantire la liquidità di tali aziende. È stata fondata nel 2015 da Andreas Pohl e Reinfried Pohl.
In Austria, DVAG è partner delle società Generali Versicherungs AG, Unicredit Bank Austria, BAWAG P.S.K., Allianz Global Investors, DWS e Bausparkasse. I partner commerciali DVAG in Svizzera sono Generali, PAX, bank zweiplus, CSS, Innova, assura, Sanitas, Glarner Kantonalbank nonché, dal 2021, Global Sana AG. È prevista la costituzione di una holding nella quale confluiranno le attività della società Deutsche Vermögensberatung per il mercato svizzero. Tale holding includerà inoltre le due società autonome Global Sana AG e SVAG Schweizer Vermögensberatung AG.

## Sponsorizzazioni
DVAG sponsorizza attività sportive sin dal 1996, collaborando in tal senso con diversi atleti. Oltre all’attuale collaborazione con Jürgen Klopp, i partner sponsorizzati partners contano Fabian Hambüchen, Britta Heidemann, Joey Kelly e Mick Schumacher.
Il sette volte campione di Formula Uno Michael Schumacher ha collaborato con DVAG a partire dal 1996. Il contratto di sponsorizzazione è tuttora in essere, nonostante il grave incidente di Schumacher sulle piste da sci avvenuto nel dicembre 2013. A febbraio 2016 è stata inaugurate a Marburg un’esposizione dedicata a Michael-Schumacher per festeggiare il 20º anniversario della partnership. La mostra si è conclusa a dicembre 2018. Attualmente anche il figlio di Schumacher Mick, a sua volta pilota di Formula Uno, è sponsorizzato dalla società.
Sempre nel mondo del motorsport, l'azienda sponsorizza dal 2023 la pilota di Formula 3 Sophia Flörsch, prima donna nella storia della categoria a far segnare dei punti nella classifica.
Ci sono stati anche altri contratti di sponsorizzazione in passato con icone dello sport come Joachim Löw, Otto Rehhagel, Paul Biedermann, Hubert Schwarz e Nico Hülkenberg. La società era lo sponsor principale della squadra di calcio del 1° FC Kaiserslautern.
Esistono anche collaborazioni con l'associazione di scherma tedesca, la squadra nazionale di scherma e diverse associazioni di calcio statali.
Nel 2008, oltre a numerosi progetti di sponsorizzazione regolari nei settori della scienza, della cultura e dello sport, DVAG ha sostenuto l'organizzazione umanitaria per bambini "Ein Herz für Kinder" con una donazione di un milione di euro acquistando il "G-8 Beach Chair" a un'asta di beneficenza.

## Impegno nel sociale
La società Deutsche Vermögensberatung sostiene progetti e organizzazioni del sociale, tra cui l’organizzazione non-profit Menschen brauchen Menschen e.V. Dal 2020 DVAG sostiene progetti educativi per l’infanzia ed è uno dei principali partner dell’organizzazione benefica Tafel Deutschland.

### Maratona di beneficenza RTL
Dalla 25ª maratona di beneficenza RTL svoltasi nel 2020, Deutsche Vermögensberatung sostiene la Fondazione RTL - Wir helfen Kindern e. V. Insieme agli ambasciatori del brand la società nel 2020 ha raccolto donazioni per 300. 000 euro. In occasione della 26ª maratona di beneficenza RTL nel 2021, con l’aiuto della società le donazioni hanno raggiunto i 500,000 euro, portati in seguito a 1 milione grazie alla famiglia Schumacher. Le donazioni sono state destinate ai progetti educativi della fondazione RTL.

### Aiuti dopo le alluvioni in Europa del 2021
Deutsche Vermögensberatung ha raccolto circa 650,000 euro di donazioni a sostegno di diversi interventi nelle zone interessate dalle alluvioni in Europa del 2021 . La stessa DVAG ha donato circa il 40 percento della somma complessiva.

### Aiuti per la guerra in Ucraina
A marzo 2022, Deutsche Vermögensberatung ha donato un milione di euro per l’emergenza umanitaria all’organizzazione Menschen brauchen Menschen e.V., allo scopo di fornire aiuti rapidi e non burocratici alle persone colpite dal conflitto in Ucraina. A metà marzo sono state inviate in Ucraina diverse tonnellate di derrate e aiuti umanitari in collaborazione con l’organizzazione Luftfahrt ohne Grenzen / Wings of Help e. V. L’operazione è stata finanziata da Deutsche Vermögensberatung.